# Бесарабија
Бесарабија (рум. Basarabia укр. , рус. Бесарабия) је историјска покрајина у источној Европи између Дњестра и реке Прут. Данас је подељена између Молдавије, Румуније и Украјине.

## Порекло имена
Име је добила по влашкој династији Бесараб, која је била влашко-куманског рода. Наводно аба значи „отац“ а башар „владавина“, тако Башарабија на куманском значи „Владавина оца“. Реч је о влашком кнезу Александру Бесараби који је 1350. године освојио тај простор и прикључио га својој држави.

## Историја
Након смрти највећег влашког владара Стефана Великог 1484. године, Турци су заузели део Бесарабије са два утврђена града на Дњестру. Требало је да прође још читав век док Османлије нису загосподариле целом територијом Бесарабије са градом Хотином. Бесарабија је дошла под руску управу након ослобођења од Османског царства у Руско-турском рату (1806—1812). Букурешким миром 1812. године Бесарабија (територија између река Дњестра и Прута) је одвојена од Молдавије и дата Русији. Након пропасти Првог српског устанка у Бесарабији се населило много избеглих Срба, на челу са народним првацима и самим Карађорђем. Бесарабија је уступљена Румунији 1856. године Париским уговором. Западни део Молдавије се ујединио са Влашком 1859. године у Краљевину Румунију.
У Бесарабији се крајем 17. века налазио спахилук који је припадао српском манастиру Хиландару. То имање које је било завештано Хиландару прешло је незаконито у посед установе Христовог гроба у Палестини.
Након Првог светског рата, Бесарабија је прогласила независност од Русије и након 3 месеца се ујединила са Краљевином Румунијом. Било је то 28. октобра 1920. године; а Румунија се позивала на историјско и етничко право. По обављеном плебисциту румунска већина становништва је донела одлуку о спајању са Румунијом. 1940. године окупирана је од Совјетског Савеза (пакт Рибентроп-Молотов), то је и један од разлога уласка Румуније у рат против Совјетског Савеза.
У Другом светском рату прелазила је из руке у руку. Совјетска анексија је међународно призната 1947. као Молдавска Совјетска Социјалистичка Република. Тада је део Бесарабије припао и Украјини.
Након распада Совјетског Савеза 1991, променила је име у Република Молдавија. 27. августа 1991. је постала независна држава.